# Кук (блюдо)
Кук (국) или тхан (탕) — это разновидность блюд корейской кухни. Хотя «кук» часто группируют с «тхан», строго говоря, это разные блюда: кук более жидкий и чаще подаётся дома, а тхан более густой и был придуман как ресторанная еда.

## Общие сведения
Кук — это корейское слово, а тхан — заимствование из китайского языка, означавшее «кипеть». Тхан изначально был более вежливым словом, заменявшим кук. Тхан может его заменять и сегодня, например, мэунтхан можно назвать «мэунгук», тэгутхан — «тэгугук», самгетхан — самгегук, а чхуотхан — чхуогуком.
С другой стороны, камчакук и камджатхан — это разные супы. Первый готовится с картофелем, а камджатхан — с большим количеством мяса и небольшим — картофеля.
В общем, овощные супы чаще называют кук: тхорангук (суп с короказией), кимчхигук (суп с кимчхи), мугук (суп с дайконом), сирэкикук (суп с сушёной пекинской капустой) и миёккук (суп с вакамэ).

## Кукпо типу подливки
Кук можно грубо поделить на четыре группы супов.
- Мэльгын-джангук (맑은 장국) — прозрачный бульон с добавлением специй (твенджана, канджана (корейского соевого соуса). Основные ингредиенты мэльгын-джангука — мясо, рыба, овощи и морепродукты.
- Комкук (곰국), также комтан — суп, для приготовления которого требуется долго вываривать говяжьи рёбра, хвосты, грудинку, голову (или другие части туши). В комкуке бульон имеет молочно-белый цвет. Если вместо говядины используется куриное или свиное мясо, то такое блюдо называется самгетхан или камчатхан.
- Тходжангук (토장국) — жидкость для тходжангука готовится из смеси твенджана и воды, оставшейся после промывки риса.
- Нэнгук (냉국) — холодный летний суп. Обычно бульон острый и прозрачный. Имеются разновидности с огурцом — ои-нэнгук (오이냉국)— и вакамэ — миёк-нэнгук (미역냉국). Ккэткук (깻국, суп с кунжутом), густой отвар курицы с семенами кунжута, считается бодрящим и питательным в жаркую погоду.

### Мэльгын джангук

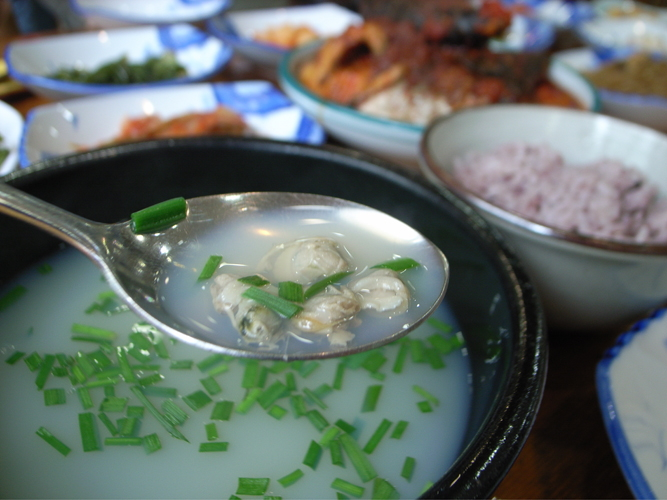
Чэчхопкук, суп с ракушками, один из супов «мэльгын»

- Ттоккук (떡국), суп с клёцками тток, новогоднее блюдо;
- миёккук (미역국), суп с вакамэ;
- коннамулькук (콩나물국), с коннамуль;
- мукук (무국), суп с дайконом[2];
- камчакук (감자국), с картофелем;
- торангук (토란국), с таро;
- пукокук (북어국), с сушёным минтаем[3] и другой рыбой;
- чокэкук (조개국), с морепродуктами[4];
  - чэчхопкук (재첩국), с «чэчхоп», Corbicula fluminea[5].

### Комкук
- С говядиной
  - комкук/комтхан (곰국/곰탕, koːmk͈uk, koːmtʰaŋ):

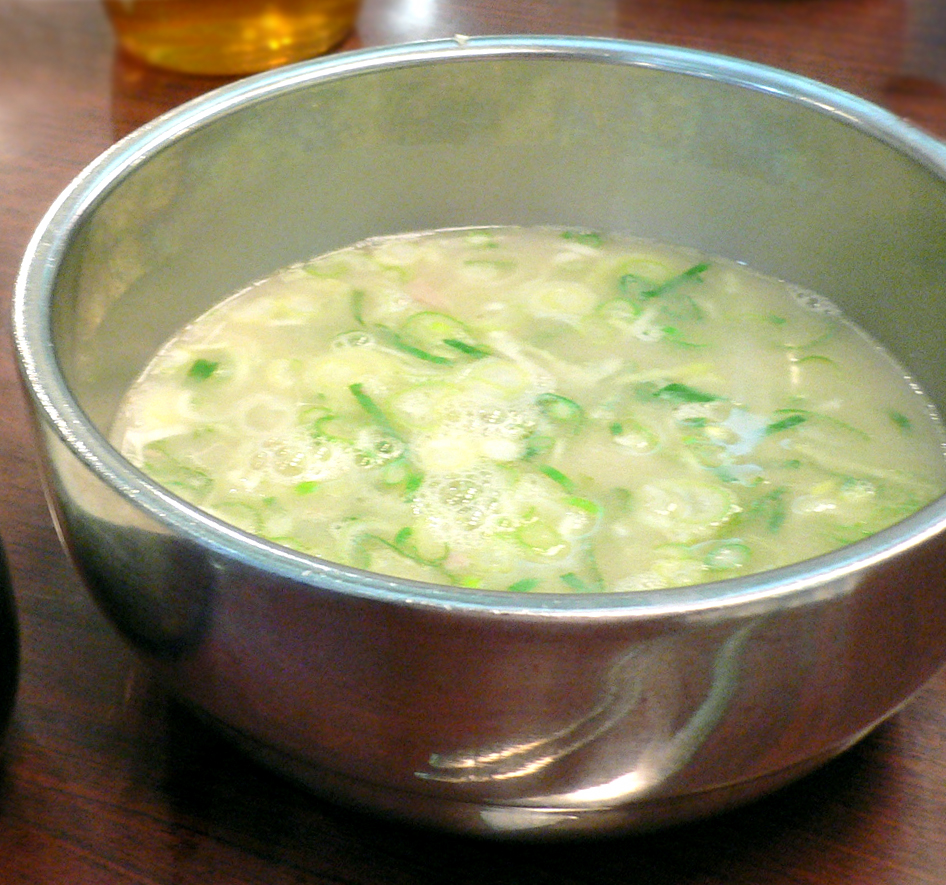
Соллонтхан, один из видов супов «тхан»

    - саколь-комтхан (사골곰탕), белый бульон с бычьим хвостом или нарезанной корейкой[6][7][8];
    - ккори-комтхан (꼬리곰탕), суп из бычьего хвоста;

  - соллонтхан (설렁탕): долго варящийся (более 10 часов) суп с бычьей ногой. Подаётся с говядиной, чёрным перцем и зелёным луком;
  - кальбитхан (갈비탕), с кальби (бычьими рёбрами)[9].
- Курица и свинина
  - самкетхан (삼계탕), суп с целой куриной тушкой, начинённой женьшенем, рисом, зизифусом, чесноком и каштанами. Считается летним блюдом;
  - камджатхан (감자탕, «картофельное рагу»), острый суп из свиного хребта, овощей, обязательно с картофелем и острым перцем. Сам позвоночник в тарелки не кладут;

### Тходжангук

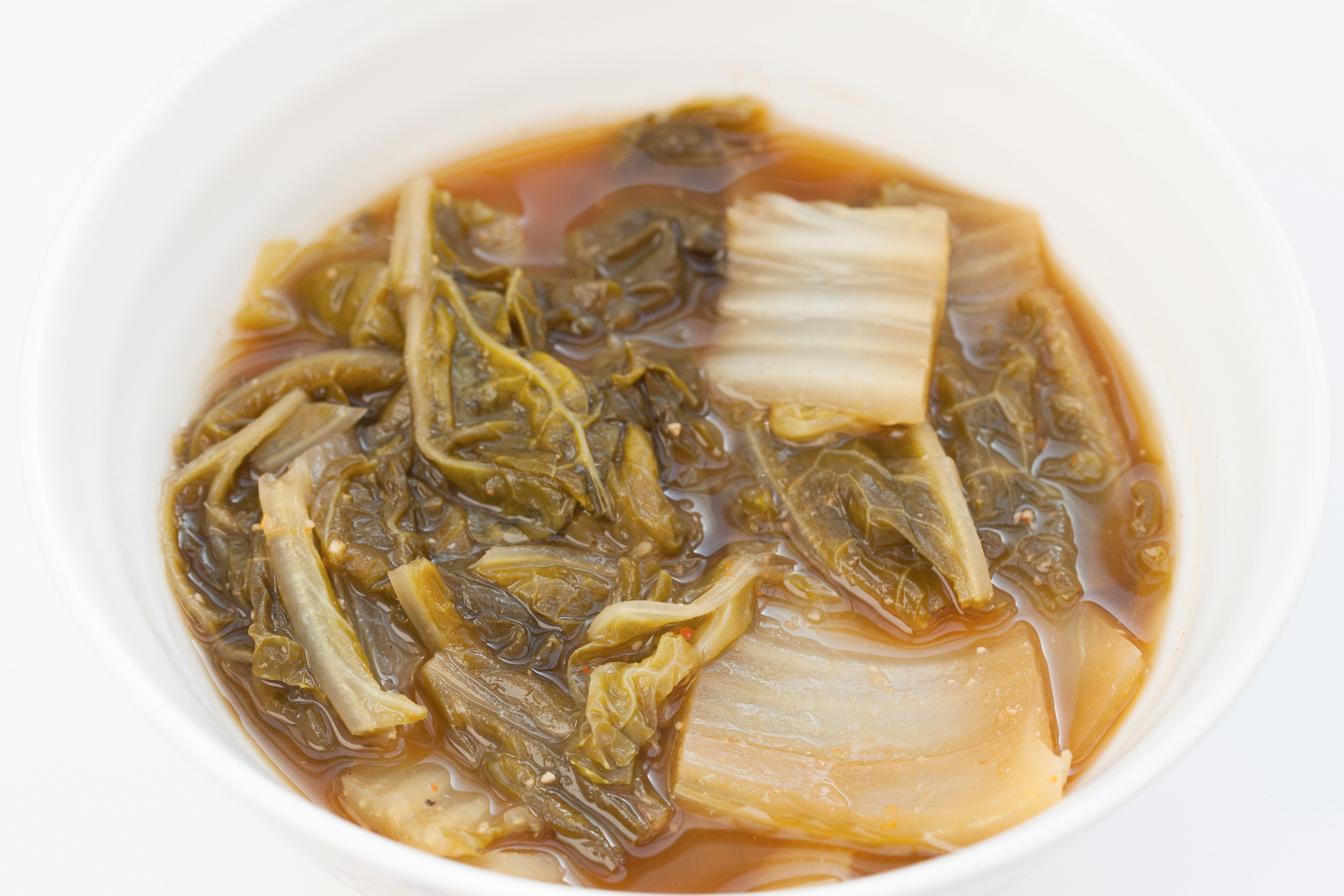
Угоджикук

Тходжангук едят весь год. Слово «тходжангук» появилось в корейских кулинарных книгах в 1930-е годы:
- Сигымчхи-тходжангук (시금치토장국), со шпинатом.
- Аук-тходжангук (아욱토장국).
- Нэнги-тходжангук (냉이토장국).
- Угоджикук (우거지국), с угоджи (우거지, сушёной пекинской капустой).
- Тасыльгикук (다슬기국).

### Нэнгук
Нэнгук — это все холодные корейские супы. В основном их едят летом. Существует исконно корейское слово чхангук («холодный суп»), а нэнгук — это сочетание заимствованного из китайского языка слова «нэн» (холодный) и исконно корейского слова «кук» (суп). Первое упоминание нэнгука — поэма Ли Гюбо (1168—1241), старшего чиновника периода Корё (918—1392). Холодный суп там назван «сункаэн», буквально сунчхэкук, суп с Brasenia schreberi). И хвалит его чистый и простой вкус.
Нэнгук обычно делят на две разновидности по ингредиентам. Перчёная вода и уксус дают кисло-сладкий вкус (примеры такого супа — миёк нэнгук с вакамэ, ои нэнгук с огурцами, намыль нэнгук с чесноком и ким нэнгук с водорослью ким). Вторая разновидность считается полезной для здоровья и обладает более выраженным вкусом; в её бульон добавляют курицу, кунжут или соевые бобы.
- Миёк-нэнгук (미역냉국), с вакамэ.
- Ои-нэнгук (오이냉국), с огурцом.
- Ккэткук (깻국), суп с курицей и молотым кунжутом.
- Нэнкхонгук (냉콩국), с перетёртыми соевыми бобами. Из него также готовят конгуксу, один из видов куксу.
- Коннамуль-нэнгук (콩나물냉국), с коннамуль.

## Другие видыкук

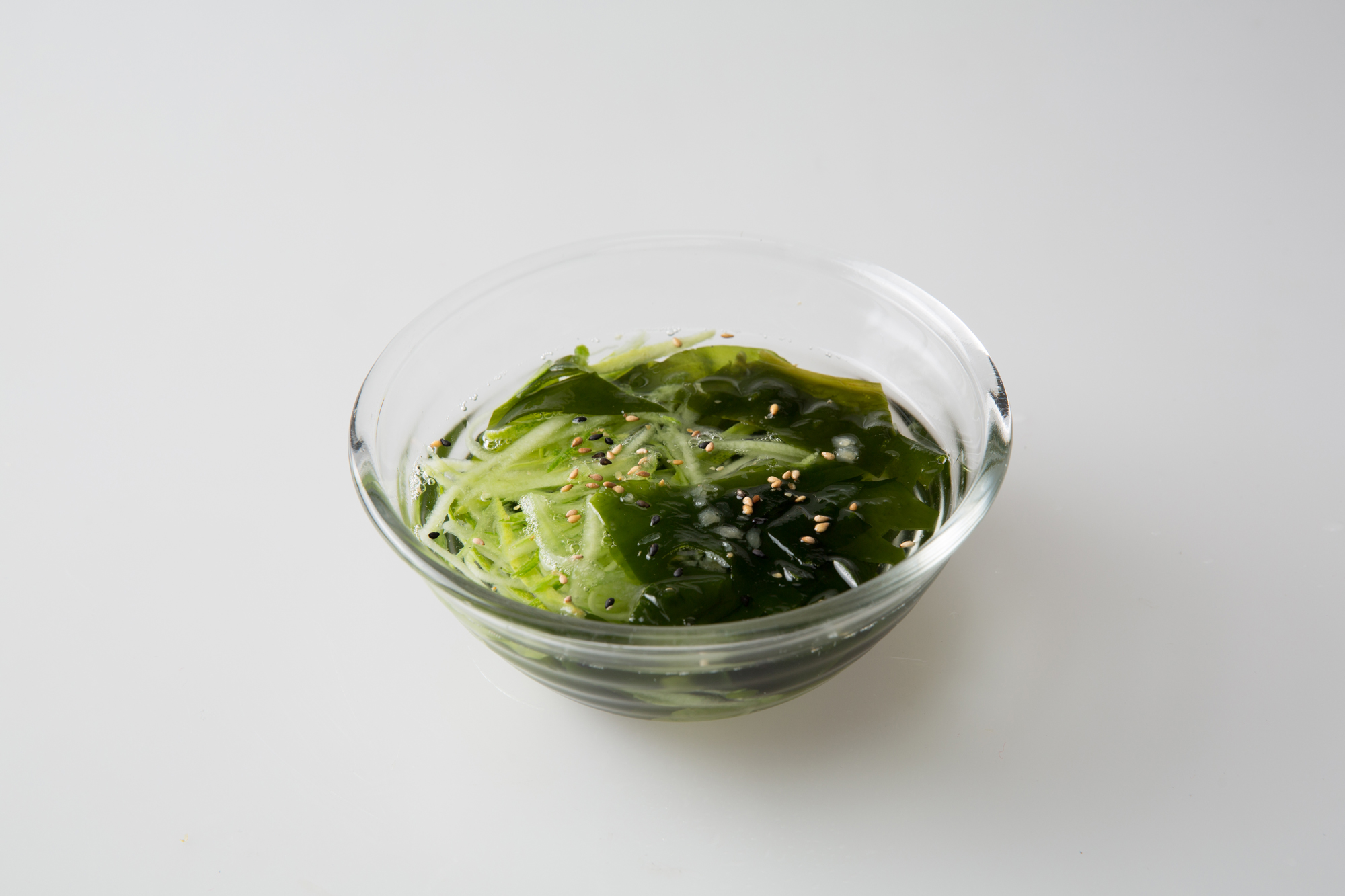
Холодный огуречный суп вакаме

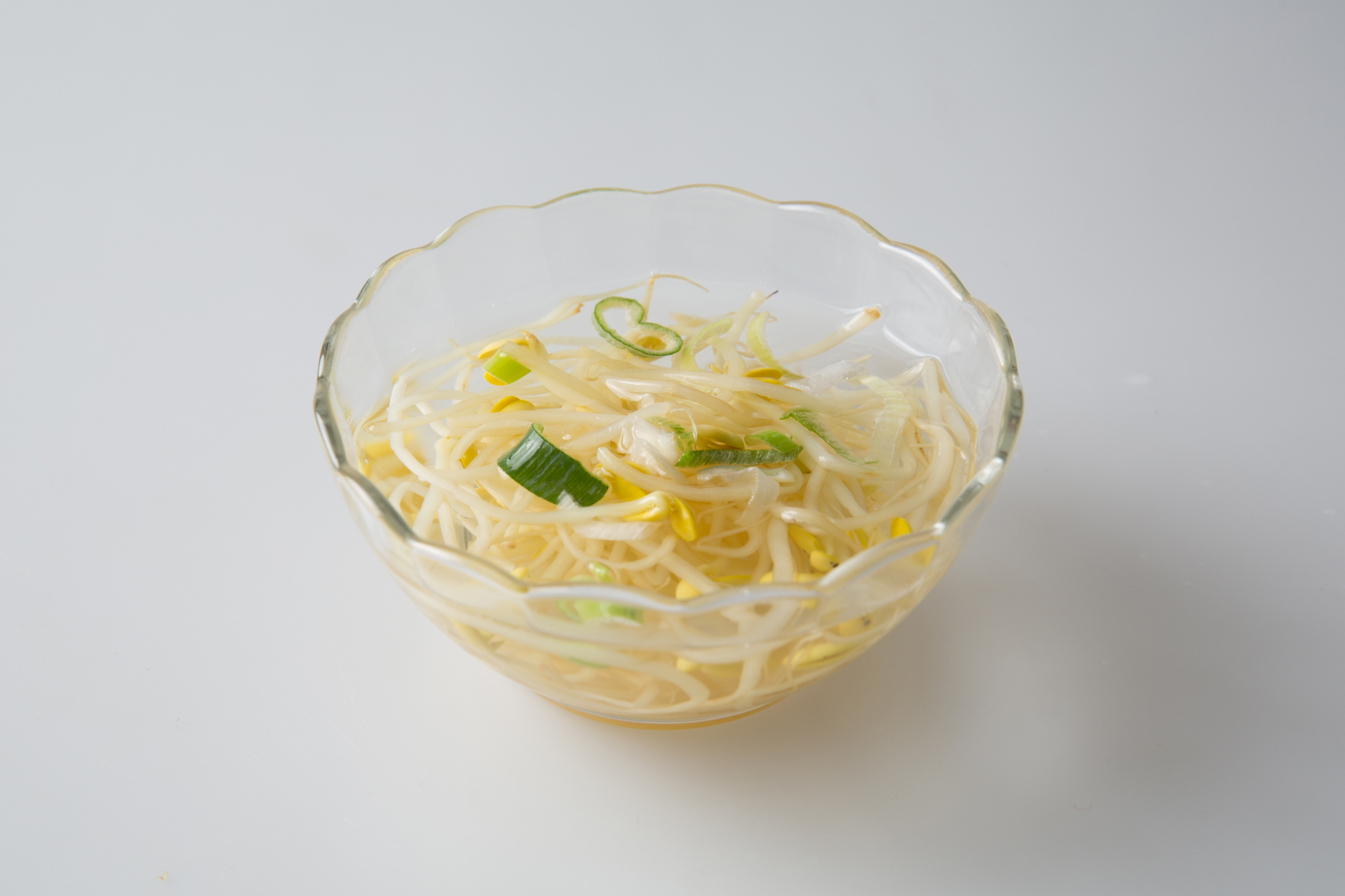
Холодный суп из ростков сои

- Мэунтхан (매운탕), освежающий, горячий, острый рыбный суп.
- Хэджангук (해장국), суп для лечения похмелья.
- Хэмультхан (해물탕), с разнообразными морепродуктами.
- Хэмульчаптхан (해물잡탕), с морепродуктами и говяжьими потрохами, блюдо корейской придворной кухни.
- Альтхан (알탕), суп с солёной икрой минтая и красным перцем.
- Чхуотхан (추어탕), с Misgurnus mizolepis[14].
- Ёнпунтхан (용봉탕), с курицей, карпом и черепахой[15].
- Мандукук (만두국) суп с манду[16]
- Ванчатхан (완자탕), с ванча (фрикадельками чон)[17].
- Керантхан (계란탕), с яйцами[18].
- Ссуккук (쑥국), с «ссук» (Artemisia princeps var. orientalis)[19].

## Кукпап
Кукпап (국밥) — это блюда, которые произошли от кук. Буквально «кукпап» означает «суп с рисом». Кукпап подают в кабаках, это блюдо приобрело популярность среди рабочих в позднюю династию Чосон.
- Коннамуль кукпап (콩나물국밥), прозрачный суп с проростками соевых бобов и рисом.
- Ттаро кукпап (따로국밥), разновидность юккэчан, региональная кухня Тэгу[21].

В японском языке для этого блюда используется слово куппа (яп. クッパ). Гейм-дизайнер Сигэру Миямото назвал этим словом главного отрицательного героя серии игр Марио — Боузера, Короля Куппа (яп. 大魔王クッパ даймао: куппа, великий дьявол куппа). Сигэру рассматривал варианты Юккэ (яп. ユッケ, «юкхве») и Бибимба (яп. ビビンバ, пибимпап), так как ему хотелось дать персонажу имя корейского блюда.